# Anonyx amaurus
Anonyx amaurus is een vlokreeftensoort uit de familie van de Uristidae. De wetenschappelijke naam van de soort is voor het eerst geldig gepubliceerd in 1888 door Giles.